# Obírka (Oderské vrchy)
Obírka je vrchol v jižní části Oderských vrchů, má nadmořskou výšku 622 m n. m. a nachází se na katastrálním území Kozlov u Velkého Újezdu v části Slavkov obce Kozlov v okrese Olomouc. Vrch Obírka se zvedá severně nad vesnicí Loučka, částí města Lipník nad Bečvou. Nachází se přes údolí Trnávky východně od Slavkovského vrchu (636 m n. m.).
Na Obírce byly objeveny pozůstatky pravěkého výšinného hradiště s nálezy z období kultury popelnicových polí, pozdní doby laténské a stěhování národů.
Do masivu Obírky také patří dva bezejmenné vrcholy a vrchol Kopánky (584 m n. m., nad vesnicí Podhoří). Masiv Obírky obtékají potoky Srnkov (na severu), Jezernice (na východě) a Trnávka (na západě). Na Obírku nevede žádná turistická značka, pouze lesní cesty.

## Příroda a jiné zajímavosti
Obírka a blízké hluboké údolí Peklo patří mezi cenné a druhově pestré přírodní lokality. Lesy zde mají víceméně přirozenou skladbu, patří k nejcennějším v Olomouckém kraji, a proto se plánuje jejich ochrana. Blíže Oznámení návrhu na vyhlášení a plánu péče o NPR Obírka-Peklo.
V jižních svazích kopce obírka je ve výšce 382 m také nejvyšší bod nížiny Moravská brána.
V lesních společenstvech vrchu Obírka žijí stabilní společenstva lesních plžů, například Macrogastra tumida.
Na vrcholu Obírky se také nachází povalený hraniční kámen z období Mnichovské republiky s vytesaným letopočtem 1938.
V západní části, nad potokem Trnávka a u cesty z Loučky na Slavkov, byl kamenolom.
Východním směrem se nachází Slavkovský vrch.

## Galerie fotografií

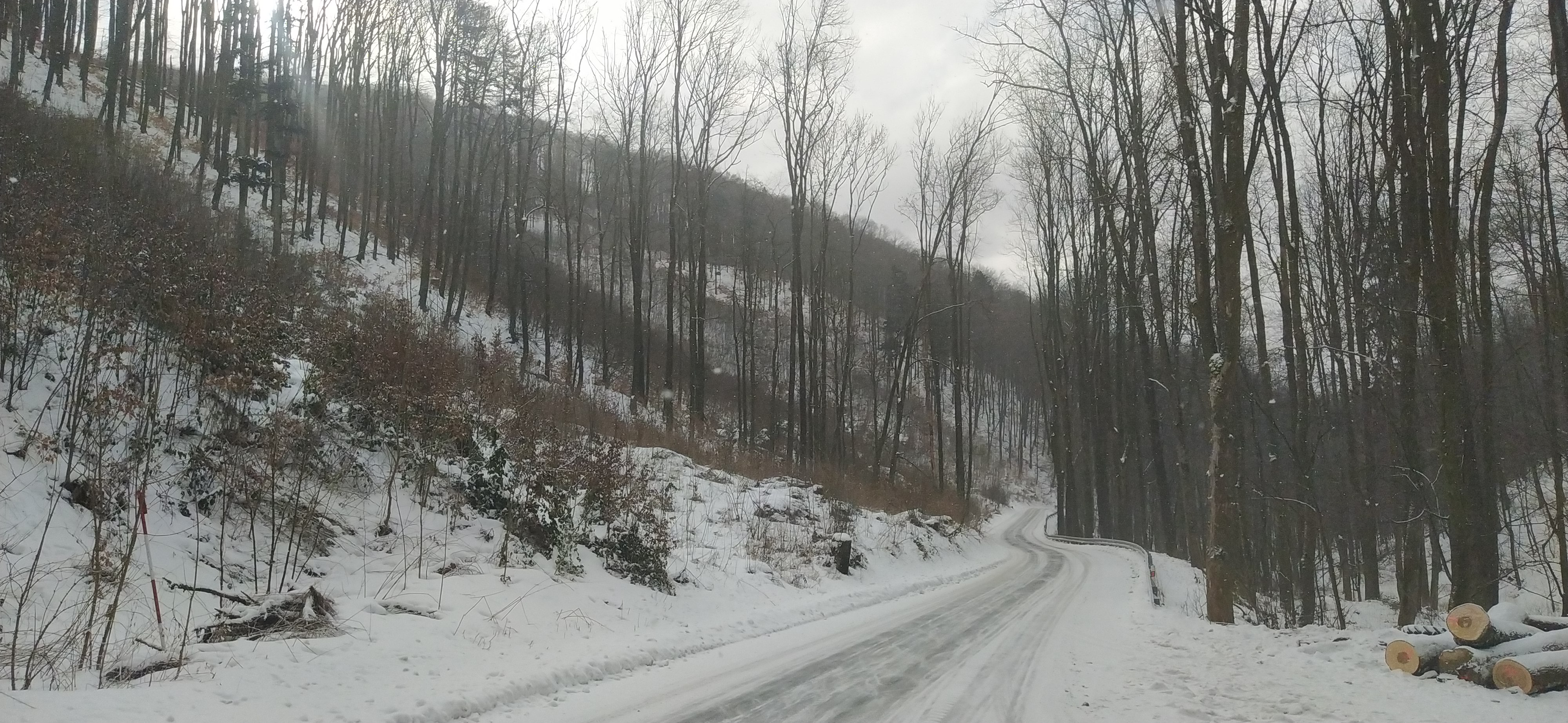
Pohled na Obírku z cesty za Slavkova do Loučky, únor 2021
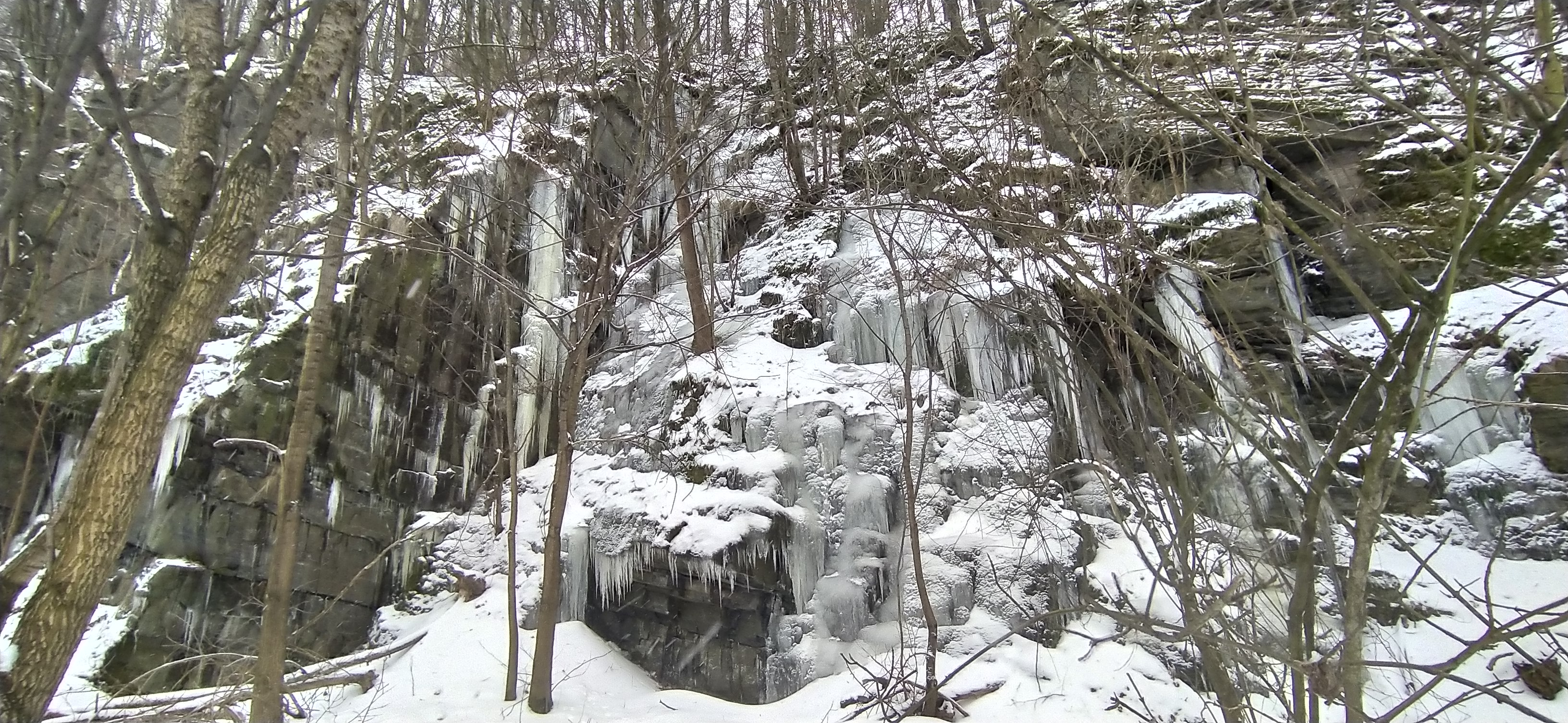
Bývalý lom pod Obírkou u cesty ze Slavkova do Loučky
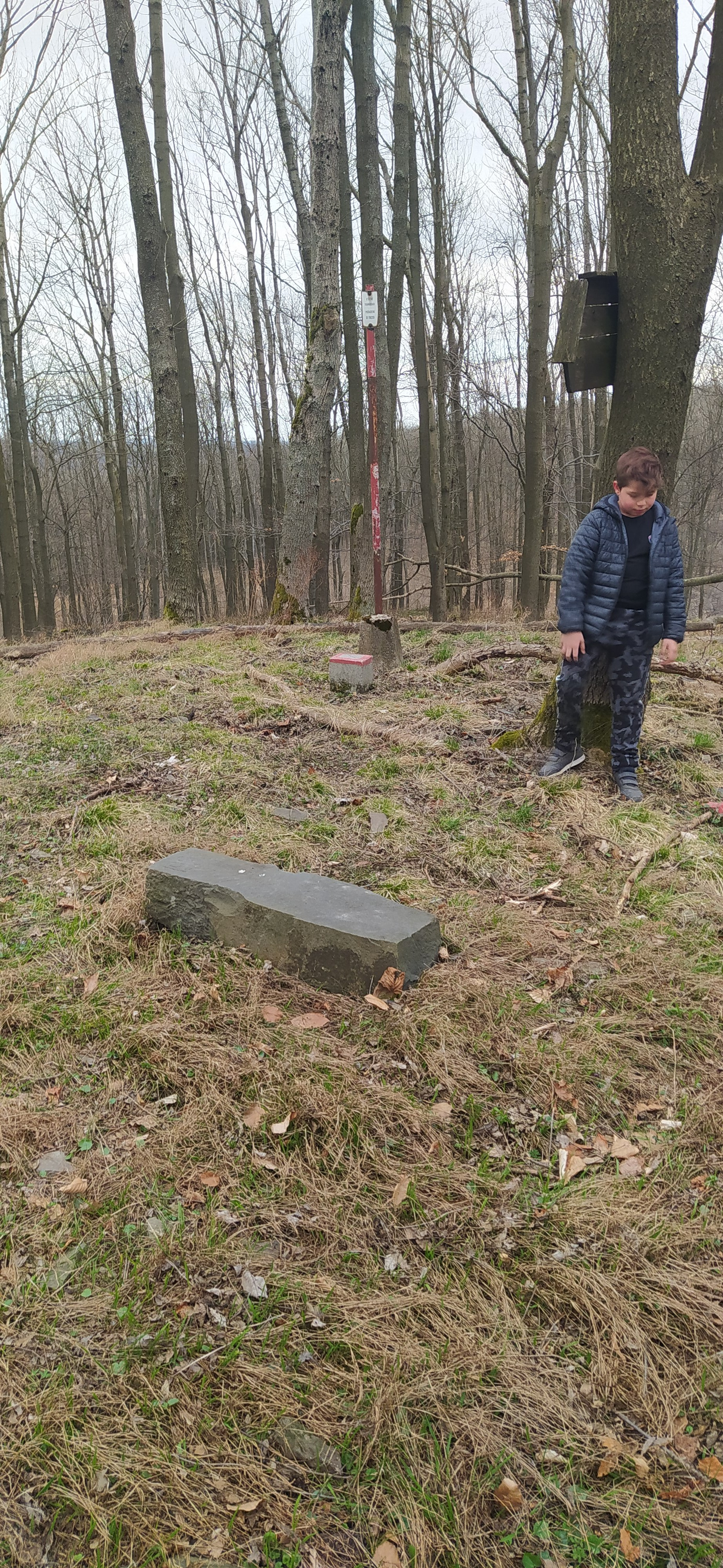
Vrchol Obírky
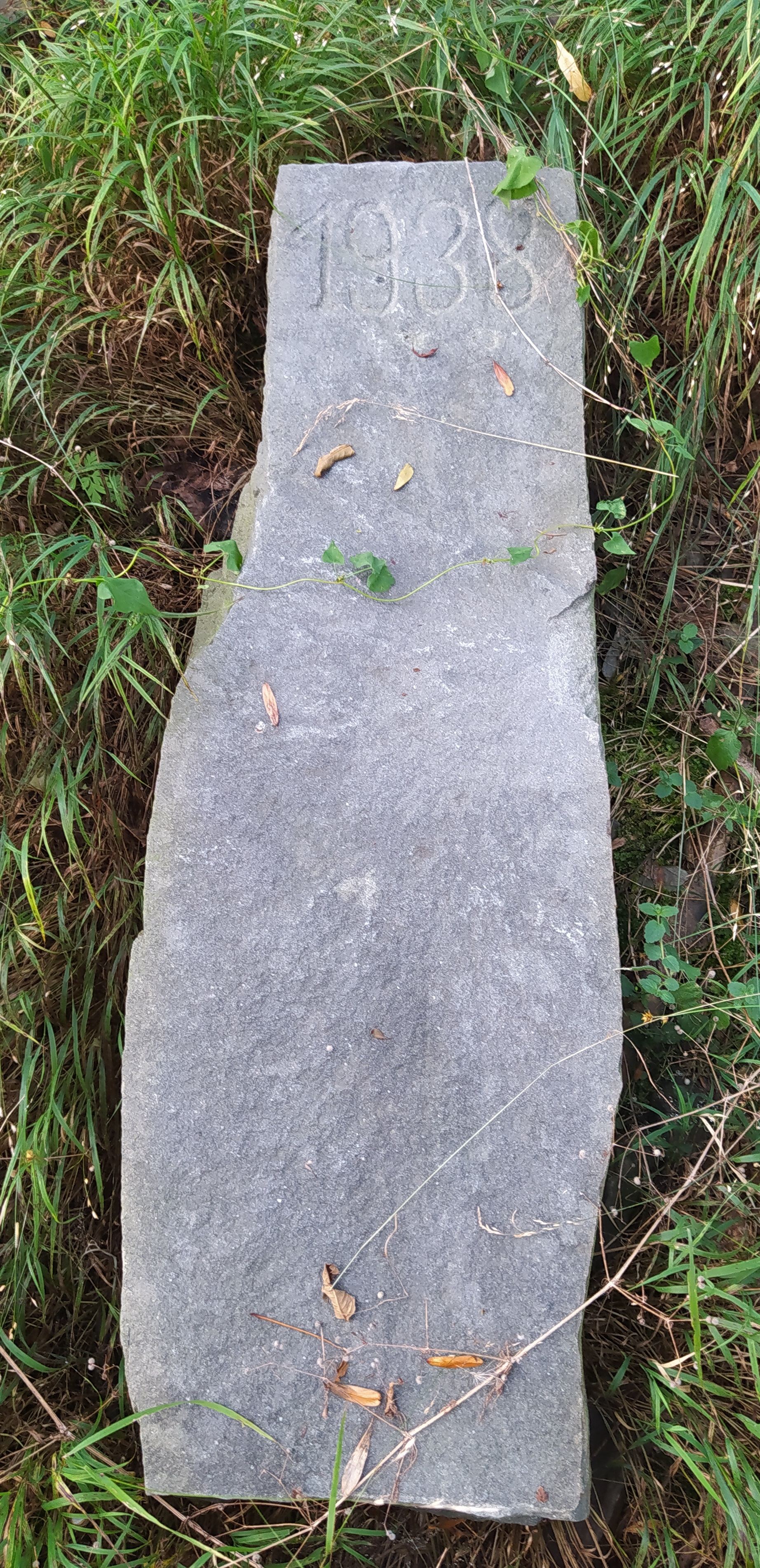
Vrchol Obírky - Povalený hraniční kámen z období Mnichovské republiky s vytesaným letopočtem 1938
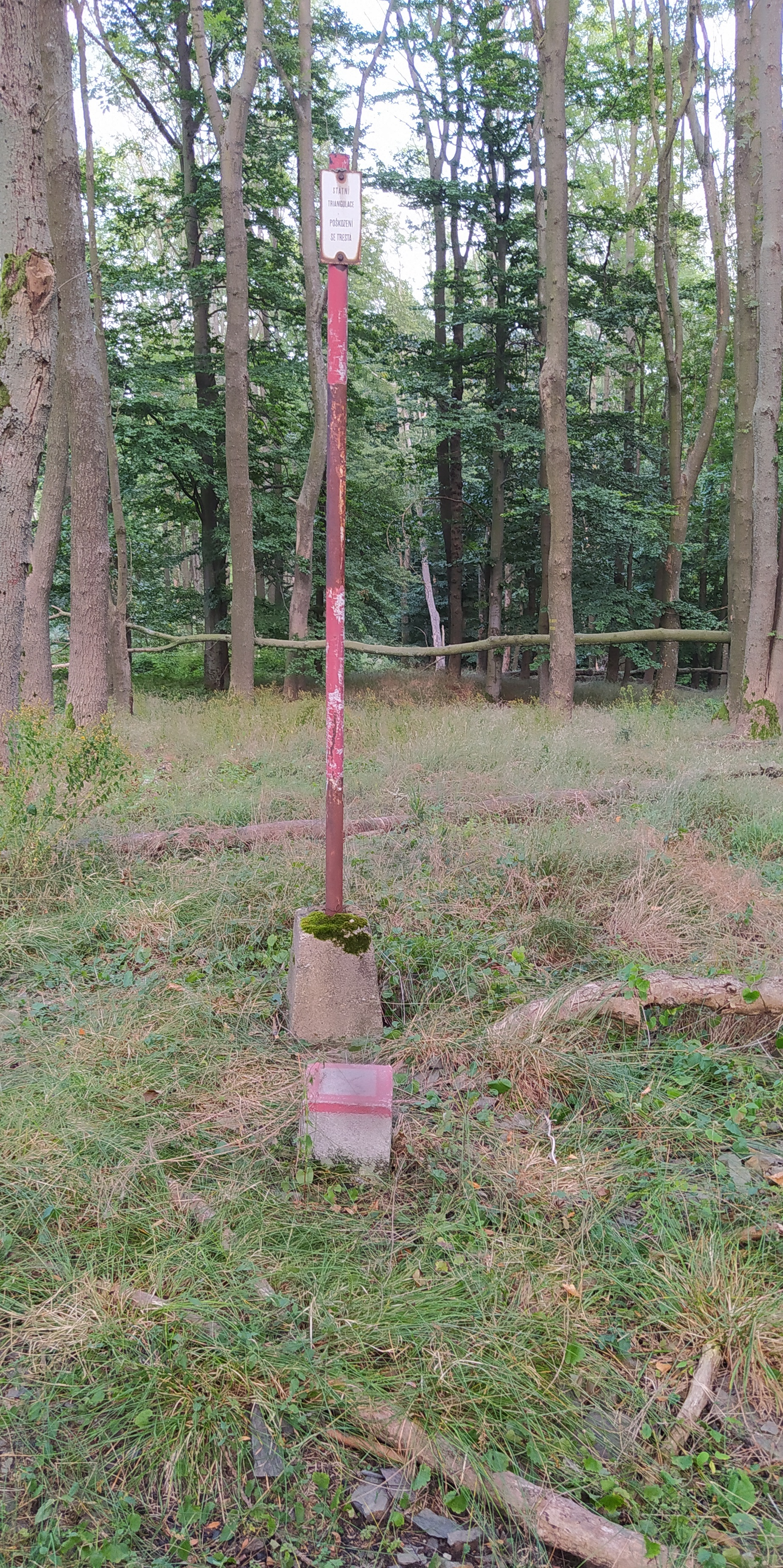
Vrchol Obírky
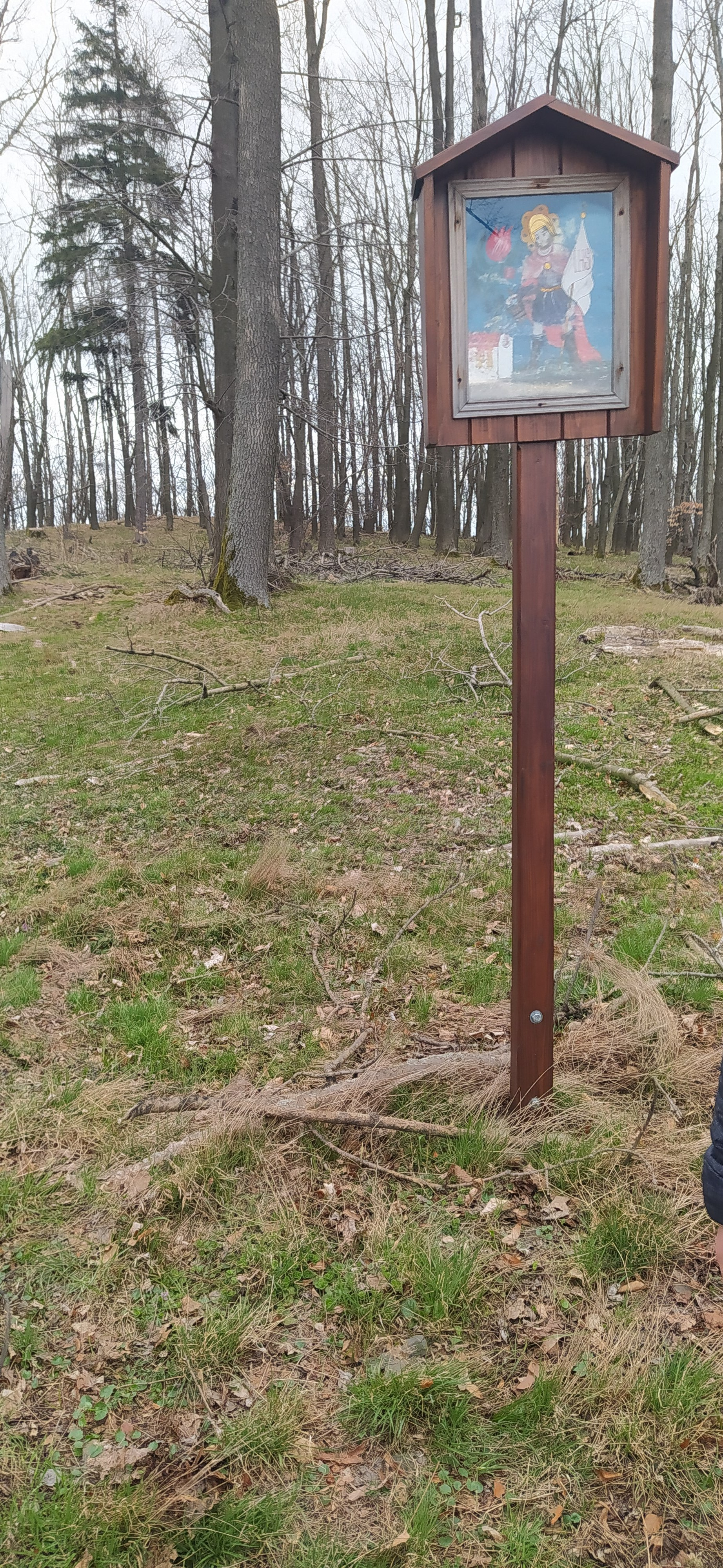
Pod vrcholem Obírky (obrázek sv. Floriána)
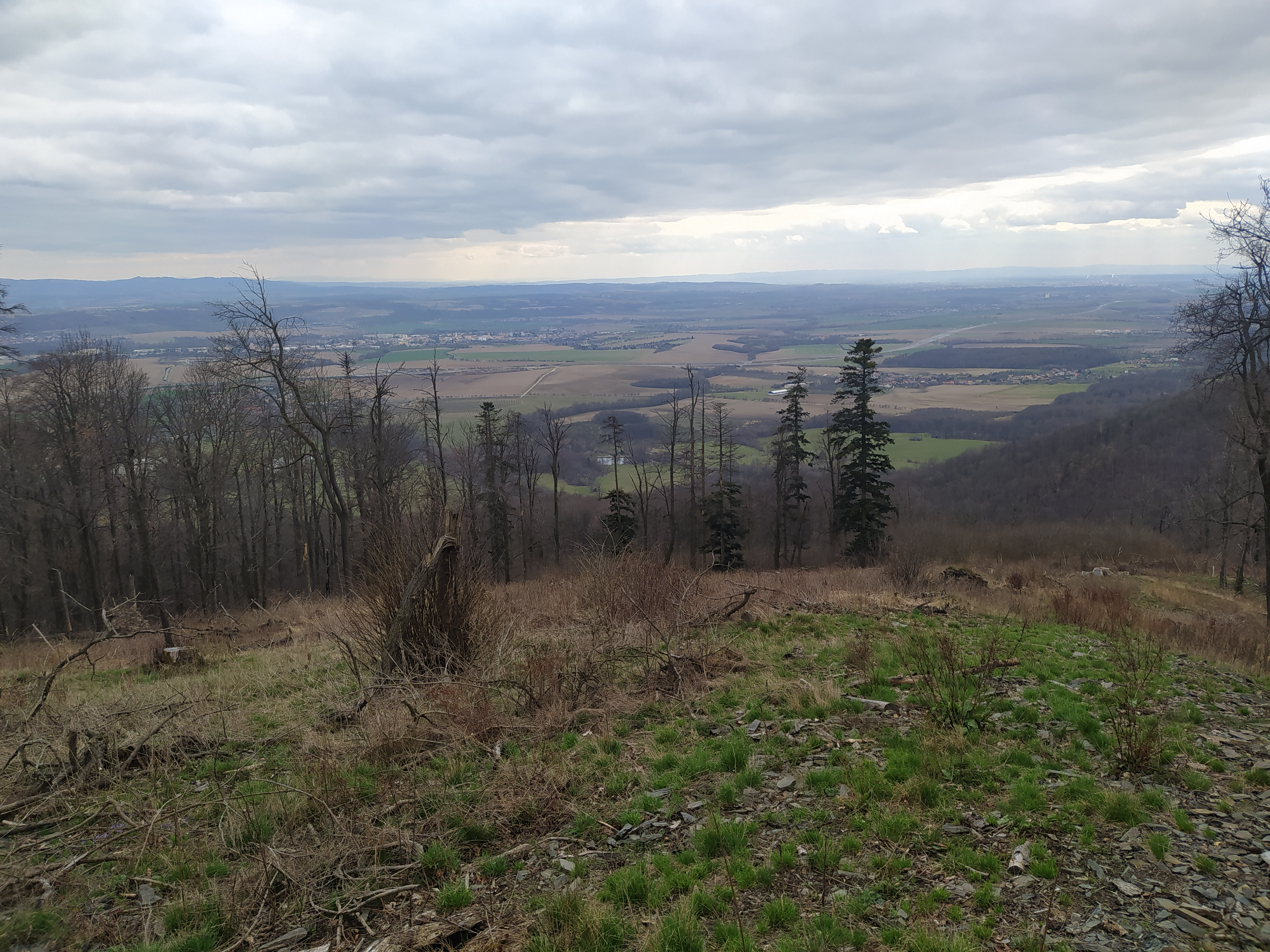
Pohled z masivu Obírky směrem na Přerov
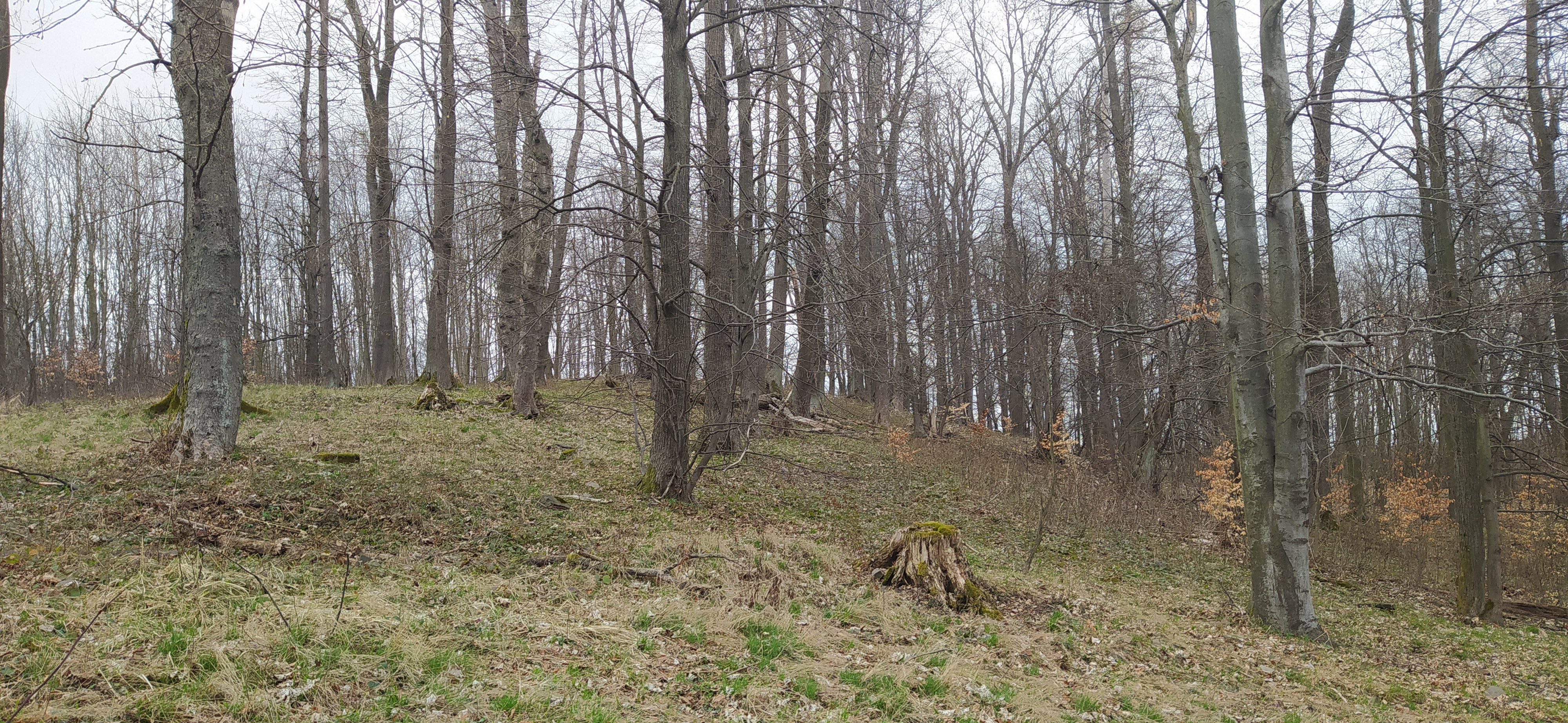
Kopánky